# Organisme microaérophile

Le type énergétique des bactéries peut être identifié en effectuant une culture dans un bouillon de thioglycolate :
1. Les bactéries aérobies strictes ont besoin d'oxygène car elles ne peuvent pas fermenter ni respirer dans un milieu anaérobie. Elles se rassemblent en haut du tube, où la concentration en oxygène est la plus élevée.
2. Les bactéries anaérobies strictes sont sensibles à l'oxygène, elles se rassemblent donc en bas du tube où la concentration en oxygène est la plus faible.
3. Les bactéries anaérobies facultatives peuvent croître avec ou sans oxygène. Elles se multiplient principalement en haut car la respiration aérobie génère plus d'ATP que la respiration anaérobie ou la fermentation.
4. Les bactéries microaérophiles ont besoin d'oxygène mais ne peuvent survivre à des concentrations trop élevées. Elles se rassemblent à la partie supérieure du tube en restant toutefois à distance de la surface.
5. Les bactéries aérotolérantes ne nécessitent pas d'oxygène, leur métabolisme est exclusivement anaérobie. Contrairement aux anaérobies strictes, elles ne sont pas sensibles à l'oxygène. Elles sont présentes dans toute la hauteur du tube.

Un organisme microaérophile est un organisme qui, pour survivre, a besoin d'oxygène à des concentrations inférieures à celle présente dans l'atmosphère (c'est-à-dire inférieure à 21 %, généralement 2 à 10 %),. La plupart des organismes microaérophiles sont également capnophiles, nécessitant une concentration élevée en dioxyde de carbone (par exemple de l'ordre de 10 % pour Campylobacter spp.).

## Culture
Les organismes microaérophiles peuvent être cultivés en introduisant une bougie dans un récipient fermé hermétiquement. La flamme de la bougie va consommer l'oxygène présent jusqu'à son extinction, créant ainsi une atmosphère riche en dioxyde de carbone et pauvre en oxygène. D'autres méthodes peuvent également être employées pour créer un tel environnement comme l'utilisation de kits.

## Exemples
- Campylobacter spp. sont microaérophiles[3],[5].
- Helicobacter pylori, impliquée dans les ulcères gastro-duodénaux et dans certains types de gastrites[6].